# Котюлла (Техас)
Котюлла (англ. Cotulla) — місто (англ. city) в США, в окрузі Ла-Салл штату Техас. Населення — 3718 осіб (2020).

## Географія
Котюлла розташована за координатами 28°26′11″ пн. ш. 99°14′12″ зх. д. / 28.43639° пн. ш. 99.23667° зх. д. (28.436342, -99.236695).  За даними Бюро перепису населення США в 2010 році місто мало площу 5,20 км², з яких 5,20 км² — суходіл та 0,00 км² — водойми.

## Демографія
Згідно з переписом 2010 року, у місті мешкали 3603 особи в 1277 домогосподарствах у складі 908 родин. Густота населення становила 692 особи/км².  Було 1621 помешкання (311/км²).
Расовий склад населення:
| - 87,4 % — білих - 0,6 % — чорних або афроамериканців - 0,4 % — корінних американців - 0,2 % — азіатів - 9,8 % — осіб інших рас |

До двох чи більше рас належало 1,6 %. Частка іспаномовних становила 87,3 % від усіх жителів.
За віковим діапазоном населення розподілялося таким чином: 29,3 % — особи молодші 18 років, 55,5 % — особи у віці 18—64 років, 15,2 % — особи у віці 65 років та старші. Медіана віку мешканця становила 35,4 року. На 100 осіб жіночої статі у місті припадало 91,9 чоловіків;  на 100 жінок у віці від 18 років та старших — 90,4 чоловіків також старших 18 років.
Середній дохід на одне домашнє господарство  становив 89 631 долар США (медіана — 34 167), а середній дохід на одну сім'ю — 87 667 доларів (медіана — 40 509). Медіана доходів становила 47 556 доларів для чоловіків та 25 050 доларів для жінок. За межею бідності перебувало 18,5 % осіб, у тому числі 36,2 % дітей у віці до 18 років та 7,9 % осіб у віці 65 років та старших.
Цивільне працевлаштоване населення становило 1511 осіб. Основні галузі зайнятості: освіта, охорона здоров'я та соціальна допомога — 23,1 %, транспорт — 19,3 %, мистецтво, розваги та відпочинок — 14,5 %.